# Detonació (motor alternatiu)

Fenomen de detonació en un motor de 4 temps amb càmera en falca, en part a causa de la bugia descentrada. (Cliqueu sobre la imatge)

La detonació  és un fenomen que es produeix de manera espontània en el motor de combustió interna alternatiu, especialment de Cicle Otto, en què part de la barreja aire/combustible s'inflama de manera espontània molt abans que el pistó arribi al punt mort superior, especialment abans que el front de flama de l'combustió provocada per la bugia arribi a tot l'espai de la cambra de combustió.

## Condicions per a la detonació
La detonació o "picat" es produeix en situacions en què es compleixin una o diverses de les situacions següents a la vegada:
- Sota règim juntament amb Càrrega motor elevada.
- Encesa del motor massa avançat, amb càrrega elevada.
- Relació de compressió massa elevada.
- Barreja aire/combustible pobre.
- Temperatura elevada.
- Sota octanatge de la gasolina.

## Correcció de la detonació
- Utilitzar un octanatge major en el combustible
- En els motors antics amb possibilitat d'ajust de l'avanç, retardar uns pocs graus el distribuïdor.
- En els motors amb Encesa del motor electrònic, s'instal en certs casos un sensor de picat, que endarrereix momentàniament l'avanç de l'encesa fins que desaparegui el fenomen.